# Clark Township (comté de Chariton, Missouri)
Pour les articles homonymes, voir Clark Township.
Clark Township est un township  du comté de Chariton dans le Missouri, aux États-Unis,. Il est baptisé en référence à Henry Clark, un pionnier.

### Source de la traduction
- (en) Cet article est partiellement ou en totalité issu de l’article de Wikipédia en anglais intitulé « Clark Township, Chariton County, Missouri » (voir la liste des auteurs).